# Yu Miyamoto
Pour les articles homonymes, voir Miyamoto.
Yu Miyamoto est une karatéka japonaise. Elle a remporté la médaille d'or en kumite individuel féminin moins de 61 kg aux Jeux asiatiques de 2010 à Canton et aux championnats d'Asie de karaté 2011 à Quanzhou puis une médaille de bronze dans la même catégorie aux championnats du monde de karaté 2012 à Paris.